# تطريز تنسيلي
التطريز التنسيليّ هو تقنية خياطة يدوية مخرمة لتزيين حاشية الملابس أو البياضات المنزلية.